# Dunsan-dong
Dunsan-dong (koreanska: 둔산동) är en stadsdel i Sydkorea. Den ligger i stadsdistriktet Seo-gu i centrala delen av staden Daejeon, i den centrala delen av landet, 140 km söder om huvudstaden Seoul.
Stadens stadshus ligger i Dunsan-dong.

## Indelning
Administrativt är Dunsan-dong indelat i:
| Namn    | Namn               | Yta km² | Invånare 31 dec 2020 |
| ------- | ------------------ | ------- | -------------------- |
| 둔산1동 | Dunsan 1(il)-dong  | 1,07    | 17 295               |
| 둔산2동 | Dunsan 2(i)-dong   | 2,40    | 36 624               |
| 둔산3동 | Dunsan 3(sam)-dong | 0,75    | 20 196               |